# 当別分屯基地
当別分屯基地（とうべつぶんとんきち、JASDF Toubetu Sub Base）とは、北海道石狩郡当別町字弁華別番外地に所在し、北部航空警戒管制団第45警戒隊が配置されている航空自衛隊三沢基地の分屯基地である。
分屯基地司令は、第45警戒隊長が兼務。

## 配置部隊
北部航空方面隊隷下
- （北部航空警戒管制団）
  - 第45警戒隊 - レーダーサイト(J/FPS-3改)を運用。

## 沿革
- 1953年（昭和28年）11月：アメリカ軍の第848航空警戒管制中隊第45分遣隊（848th Aircraft Control & Warning Squadron Detachment 45）により基地開設。
- 1955年（昭和30年）1月15日：北部訓練航空警戒第1中隊展開。
- 1959年（昭和34年）11月：アメリカ軍よりレーダー設備移管。
- 1961年（昭和36年）7月15日：北部航空警戒管制団の編成に伴い、第45警戒群編成
- 1973年（昭和48年）7月：J/FPS-1レーダーの運用開始
- 1995年（平成07月）5月：J/FPS-3レーダーの運用開始
- 2009年（平成21年）：J/FPS-3レーダーをJ/FPS-3Aに改修、BMD対処能力付与[1]
- 2021年（令和03年）7月1日：第45警戒群が第45警戒隊[2]に改編。